# Narodni heroji Jugoslavije
Orden narodnog heroja Jugoslavije dodjeljivao se osobama kao priznanje za posebne zasluge u razdoblju od 1945. godine, pa sve do raspada SFR Jugoslavije. Prvi narodni heroj bio je Petar Leković, a posljednji je bio Milan Tepić, koji je samoubilačkim potezom 29. rujna 1991. godine sa sobom u smrt odveo 11 hrvatskih branitelja.
Josip Broz Tito bio je trostruki narodni heroj. Orden su ukupno dobile 1.322 osobe, od toga 19 stranih državljana.
Narodni heroj je skraćeni počasni naziv za narodnog heroja Jugoslavije, odnosno osobu koja je odlikovana Ordenom narodnog heroja. Narodni heroj isprva je bilo počasno zvanje, a kasnije je ukazom vrhovnog štaba NOV od 15. kolovoza 1943. godine ustanovljen kao službeno odličje. 

## Povijest nastanka
Titulu narodni heroj Jugoslavije ustanovio je Vrhovni štab Narodnooslobodilačke partizanske i dobrovoljačke vojske Jugoslavije, krajem 1941. godine, po ugledu na sličnu titulu Heroj Sovjetskog Saveza (rus. Герой Советского Союза), koja se od 1934. godine dodjeljivala osobito zaslužnima u Sovjetskom savezu. Odluka o ustanovljenju te titule objavljena je u Biltenu Vrhovnog štaba NOVJ broj 12-13 (za studeni 1941./siječanj 1942.) - kao najviše priznanje borcima, komandirima, komandantima i političkim komesarima, koji su se naročito istakli, -svojim junaštvom i požrtvovnošću u Narodnooslobodilačkoj borbi. 
Prvi proglašeni narodni heroj u veljači 1942. godine, bio je tada još živući Petar Leković borac Druge proleterske udarne brigade iz Užičke Požege koji je poginuo nedugo iza proglašenja (sredina 1942.).
Pored Lekovića do 15. kolovoza 1943. godine, dobilo je još 23 borca i zapovjednika Narodnooslobodilačke vojske Jugoslavije: Savo Belović, Zdravko Čelar, Ante Jonić, Rade Končar, Špiro Mugoša, Đuro Petrović, Danilo Soldatić, dr. Mladen Stojanović, Simo Šolaja, Miloje Milojević, Slobodan Princip Seljo, Milan Simović, Mihailo Đurić, Danilo Đokić, Mikan Marjanović, Živko Brozić, Zarija Vujošević, Aleksa Dejović, Petar Četković, Sava Kovačević, Nikola Maraković Nina, Adolf Štajnberger -Drago i Boško Karalić. Vrhovni štab Vrhovni štab NOVJ donio je ukaz 15. kolovoza 1943. godine o ustanovljenju Ordena narodnog heroja istim ukazom, sve osobe koje su stekle status narodnog heroja, postale su i nositelji Ordena narodnog heroja. 
Najveći broj heroja proglašen je posmrtno, - do kraja Drugoga svjetskoga rata 1945. godine proglašeno je 163 heroja, od toga 13 sovjetskih crvenoarmejaca. Od ukupnog broja samo je 32 bilo živo (19 jugoslavenskih i 13 sovjetskih državljana). Isprva je odluke o proglašenju donosio Vrhovni štab Narodnooslobodilačke vojske Jugoslavije, a nakon Drugoga zasjedanja AVNOJ-a, 29. studenoga 1943. godine, Predsjedništvo Antifašističkog vijeće narodnog oslobođenja Jugoslavije-a. Nakon završetka rata i ustanovljenja Narodne skupštine FNRJ, 1945. godine, odluke o proglašenju donosilo je Predsjedništvo narodne skupštine, a od 1953. godine predsjednik FNRJ. Od 1980. godine (smrt Tita) odluke je donosilo kolektivno Predsjedništvo SFRJ.
Ukupno je proglašeno 1.322 narodnih heroja, od toga je bilo 91 žena. Najveći broj heroja proglašen je u razdoblju od 1951. do 1955. godine. Pored jugoslavenskih državljana sudionika Narodnooslobodilačke borbe, Orden narodnog heroja dobilo je 22 strana državljana, 32 jedinice i ustanove vojske NOVJ, 8 jugoslavenskih gradova i 4 društveno-političke organizacije (Savez komunističke omladine Jugoslavije, 14. listopada 1948. i Organizacija Saveza Boraca Narodnooslobodilačkog rata Jugoslavije, 3. srpnja 1956.). Jedini čovjek koji je višekratno (tri puta) dobio orden bio je Josip Broz Tito (19. studenoga 1944., 15. svibnja 1972. i 16. svibnja 1977. godine). Milka Bosnić bila je posljednji proglašeni narodni heroj Jugoslavije, 1974. godine.
Od 1946. godine Ordeni poginulih narodnih heroja čuvaju se u Vojnom muzeju u Beogradu. 

### Struktura narodnih heroja po zanimanjima
(u apsolutnim brojevima)
| Broj | Zanimanje                                          |
| ---- | -------------------------------------------------- |
| 452  | Rudari, industrijski i njima srodni radnici        |
| 236  | Poljodjelci i njima srodni radnici                 |
| 33   | Radnici u trgovinama i uslugama                    |
| 82   | Časnici i dočasnici Jugoslavenske vojske i žandari |
| 78   | Administracija i njima srodni službenici           |
| 64   | Pravnici                                           |
| 54   | Profesori i učitelji                               |
| 27   | Inženjeri i liječnici                              |
| 29   | Ostali stručnjaci, umjetnici i novinari            |
| 184  | Studenti                                           |
| 66   | Učenici                                            |
| 14   | Domaćice                                           |
| 5    | Nepoznato                                          |

## Poveznice
- Orden narodnog heroja‎

## Vanjske poveznice
- Popis narodnih heroja Jugoslavije s biografijama